# A Kajmán-szigetek a 2004. évi nyári olimpiai játékokon
Kajmán-szigetek a görögországi Athénban megrendezett 2004. évi nyári olimpiai játékok egyik részt vevő nemzete volt. Az országot az olimpián 2 sportágban 5 sportoló képviselte, akik érmet nem szereztek.

## Atlétika
Férfi

| Versenyző               | Versenyszám | Előfutam | Előfutam | Előfutam | Negyeddöntő | Negyeddöntő | Negyeddöntő | Elődöntő | Elődöntő | Elődöntő | Döntő   | Döntő    |
| Versenyző               | Versenyszám | Idő      | Hely.    | Össz.    | Idő         | Hely.       | Össz.       | Idő      | Hely.    | Össz.    | Idő     | Helyezés |
| ----------------------- | ----------- | -------- | -------- | -------- | ----------- | ----------- | ----------- | -------- | -------- | -------- | ------- | -------- |
| Kareem Streete-Thompson | 100 m       | 10,15    | 2.       | 9.*      | 10,24       | 5.          | 21.**       | kiesett  | kiesett  | kiesett  | kiesett | kiesett  |

| Versenyző               | Versenyszám | Selejtező | Selejtező | Döntő    | Döntő    |
| Versenyző               | Versenyszám | Eredmény  | Helyezés  | Eredmény | Helyezés |
| ----------------------- | ----------- | --------- | --------- | -------- | -------- |
| Kareem Streete-Thompson | Távolugrás  | 785 cm    | 20.       | kiesett  | kiesett  |

Női

| Versenyző           | Versenyszám | Előfutam | Előfutam | Előfutam | Negyeddöntő | Negyeddöntő | Negyeddöntő | Elődöntő | Elődöntő | Elődöntő | Döntő   | Döntő    |
| Versenyző           | Versenyszám | Idő      | Hely.    | Össz.    | Idő         | Hely.       | Össz.       | Idő      | Hely.    | Össz.    | Idő     | Helyezés |
| ------------------- | ----------- | -------- | -------- | -------- | ----------- | ----------- | ----------- | -------- | -------- | -------- | ------- | -------- |
| Cydonie Mothersille | 200 m       | 22,40    | 1.       | 2.       | 22,76       | 1.          | 6.          | 22,76    | 5.       | 10.      | kiesett | kiesett  |

* - két másik versenyzővel azonos időt ért el

** - három másik versenyzővel azonos időt ért el

## Úszás
Férfi

| Versenyző     | Versenyszám  | Előfutam | Előfutam | Előfutam | Elődöntő | Elődöntő | Elődöntő | Döntő   | Döntő    |
| Versenyző     | Versenyszám  | Idő      | Hely.    | Össz.    | Idő      | Hely.    | Össz.    | Idő     | Helyezés |
| ------------- | ------------ | -------- | -------- | -------- | -------- | -------- | -------- | ------- | -------- |
| Shaune Fraser | 200 m gyors  | 1:53,19  | 4.*      | 40.*     | kiesett  | kiesett  | kiesett  | kiesett | kiesett  |
| Drew MacKay   | 200 m vegyes | 2:07,65  | 4.       | 41.      | kiesett  | kiesett  | kiesett  | kiesett | kiesett  |
| Drew MacKay   | 400 m vegyes | 4:32,38  | 2.       | 33.      |          |          |          | kiesett | kiesett  |

Női

| Versenyző      | Versenyszám    | Előfutam | Előfutam | Előfutam | Elődöntő | Elődöntő | Elődöntő | Döntő   | Döntő    |
| Versenyző      | Versenyszám    | Idő      | Hely.    | Össz.    | Idő      | Hely.    | Össz.    | Idő     | Helyezés |
| -------------- | -------------- | -------- | -------- | -------- | -------- | -------- | -------- | ------- | -------- |
| Heather Roffey | 200 m pillangó | 2:19,34  | 6.       | 30.      | kiesett  | kiesett  | kiesett  | kiesett | kiesett  |
| Heather Roffey | 800 m gyors    | 9:02,88  | 4.       | 25.      |          |          |          | kiesett | kiesett  |

* - egy másik versenyzővel azonos időt ért el